# Bulbophyllum acuminatifolium
Bulbophyllum acuminatifolium là một loài phong lan thuộc chi Bulbophyllum.